# Best Selection Non Stop Mix
Best Selection Non Stop Mix é o primeiro álbum de remixes do girl group Girls' Generation. Seu lançamento ocorreu em 20 de março de 2013.

## História
Em 6 de fevereiro de 2013 foi revelado que o CD de remixes oficial de Girls' Generation, intitulado BEST SELECTION NON STOP MIX, seria lançado em 20 de março. O primeiro CD de remixes do grupo é dirigido pelo DJ global e produtor Taku Takahashi, do duo japonês M-Flo. O álbum inclui vinte faixas, entre as quais vários singles de sucesso, tais como "Genie", "Gee" e "MR. TAXI", além do último single em japonês do grupo, "Flower Power".
Em 17 de março de 2013, Girls' Generation divulgou um vídeo com uma prévia do álbum. O vídeo apresenta trechos remixados de diversos videoclipes do grupo.
O álbum Best Selection Non Stop Mix alcançou a quarta posição na parada diária de álbuns da Oricon.

## Lista de faixas
| N.º            | Título                              | Duração |  |
| 1.             | "Abertura"                          | 0:12    |  |
| 2.             | "Flower Power"                      | 3:43    |  |
| 3.             | "The Boys (versão em japonês)"      | 2:29    |  |
| 4.             | "Reflection"                        | 2:56    |  |
| 5.             | "Paparazzi"                         | 3:32    |  |
| 6.             | "Bad Girl"                          | 2:05    |  |
| 7.             | "Genie (versão em japonês)"         | 3:37    |  |
| 8.             | "Boomerang"                         | 2:23    |  |
| 9.             | "T.O.P"                             | 3:01    |  |
| 10.            | "You Aholic"                        | 3:17    |  |
| 11.            | "Mr. Taxi"                          | 3:17    |  |
| 12.            | "Animal"                            | 2:58    |  |
| 13.            | "Hoot (versão em japonês)"          | 3:06    |  |
| 14.            | "Run Devil Run (versão em japonês)" | 3:16    |  |
| 15.            | "I'm a Diamond"                     | 2:34    |  |
| 16.            | "Girls & Peace"                     | 3:13    |  |
| 17.            | "Oh! (versão em japonês)"           | 2:57    |  |
| 18.            | "The Great Escape"                  | 3:21    |  |
| 19.            | "Gee (versão em japonês)"           | 2:48    |  |
| 20.            | "Let It Rain"                       | 3:15    |  |
| 21.            | "Stay Girls"                        | 3:12    |  |
| Duração total: | Duração total:                      | 60:12   |  |

## Desempenho nas paradas
| Lançamento          | Parada da Oricon      | Pico | Vendas de estreia | Vendas totais | Período |
| ------------------- | --------------------- | ---- | ----------------- | ------------- | ------- |
| 20 de março de 2013 | Daily Singles Chart   | 4    |                   |               |         |
| 20 de março de 2013 | Weekly Singles Chart  |      |                   |               |         |
| 20 de março de 2013 | Monthly Singles Chart |      |                   |               |         |